# Iulia Caesaris filia
Iulia Caesaris filia  sau Iulia Augusti filia (n. 30 octombrie 39 î.Hr., Roma Antică – d. 14 d.Hr., Reggio Calabria, Italia) a fost fiica biologică unică a primului împărat roman, Augustus, născută de a doua soție a acestuia, Scribonia. Ea s-a căsătorit, în mod succesiv, cu Marcus Claudius Marcellus, Marcus Vipsanius Agrippa, apoi cu viitorul împărat Tiberius.
Ea a fost bunică a împăratului Caligula și a împărătesei Agrippina Minor Iulia, bunică prin alianță a împăratului Claudius, și străbunica împăratului Nero.

## Biografie

### Copilăria
Încă de la nașterea Iuliei, neînțelegerea domnea între Octavian și Scribonia. Abia născuse și soțul său a repudiat-o pe Scribonia, invocând proasta purtare. Ceea ce este sigur este faptul că Octavian tocmai făcuse cunoștință cu Livia, care era deja căsătorită cu Tiberius Claudius Nero, de la care aștepta un copil. Îndată după plecarea Scriboniei, ea s-a mutat în reședința triumvirului, unde a dat naștere unui băiat. Dar Octavian a trimis copilul la tatăl acestuia care, când acesta a murit, după cinci ani, l-a desemnat pe Octavian drept tutore al celor doi copii ai săi.
Din nefericire nu avem dovezi categorice despre modul în care Iulia și-a petrecut copilăria. A fost probabil alăptată de către o doică timp de peste un an. I s-a permis să trăiască lângă mama sa. Unele indicii lasă într-adevăr să se presupună că și-a petrecut ultimii ani ai copilăriei lângă mama sa. De la Suetonius știm că după divorț, Scribonia a cumpărat un grec erudit (pe care mai târziu l-a eliberat din sclavie), fără îndoială, pentru a-l face perceptor al copiilor săi. Pe la vârsta de cinci ani, Iulia s-a integrat în casa tatălui său care voia să o asocieze celorlalți membri ai familiei sale lărgite. După 33 î.Hr. (sau cel târziu 32 î.Hr.), casa lui Octavian de pe Muntele Palatin era locuința lui Tiberius, mai în vârstă cu trei ani decât Iulia, și care o cam disprețuia pe fetiță, precum și a lui Drusus, de aceeași vârstă cu ea.
Copiii erau păziți de numeroși sclavi și profesori într-un mediu unde ostilitatea dintre frații vitregi și surorile vitrege era considerată firească. Astfel Iulia trebuia să-și găsească tovarăși de joacă în afara familiei, în apropiere, îndeosebi la Octavia.
Octavia locuia, pe foarte elegantul Palatin, într-o casă din apropierea aceleia a fratelui său, Octavian, și care adăpostea o familie numeroasă: fiul său Marcellus și cele două surori, rezultați din prima căsătorie, cele două Antonia pe care le-a avut cu Marc Antoniu, dar și copiii acestuia și a celei de-a treia soții a acestuia, Fulvia, Antyllus și Iullus.

### Căsătorii
Când nu avea decât doi ani, Iulia fusese promisă lui Antyllus, fiul mai mare al lui Antoniu, (mai în vârstă cu șapte sau opt ani decât Iulia), la tratatul de la Tarentum în 37 î.Hr. Dar acest acord a devenit caduc după ruptura relațiilor dintre Octavian și Marc Antoniu. După 35 î.Hr., Antyllus a rămas cu tatăl său în Egipt. După bătălia de la Actium și înfrângerea și moartea lui Antoniu, Octavian a pus să-i fie tăiată beregata tânărului, dar l-a cruțat și l-a adăpostit pe fratele acestuia, Iullus.
Octavian și Livia pierzând speranța să aibă un copil împreună, iar Octavian vrând să-și asigure succesiunea, nu i-a mai rămas, pentru a avea un moștenitor, altă soluție, decât să-și mărite fiica.

#### Căsătoria cu Marcellus
În 25 î.Hr., la vârsta de paisprezece ani, Iulia l-a luat în căsătorie pe vărul său, Marcus Claudius Marcellus, cu trei ani mai în vârstă decât ea. Marcellus era bănuit ca fiind succesorul lui Augustus. Tatăl Iuliei nefiind prezent la căsătorie întrucât era la război în Spania și căzuse bolnav, Agrippa a condus ceremonia. Marcellus a murit în septembrie 23 î.Hr., fără ca din această căsătorie să fi rezultat copii.

#### Căsătoria cu Agrippa
Se spune că Mecena l-ar fi sfătuit atunci pe Augustus, care era preocupat de succesiunea sa și de tulburările din Roma, să se apropie mai mult de Agrippa făcându-și-l ginere. Mecena l-ar fi făcut atent pe Augustus care-l făcuse pe Agrippa atât de puternic că ar trebui fie să-l elimine pe Agrippa, fie să și-l ia de ginere. Ca urmare, l-ar fi instigat pe Agrippa să se despartă de Marcella și să o ia în căsătorie pe fiica sa, lăudată pentru frumusețea sa, pentru capacitățile sale și un desfrâu fără scrupule. Agrippa a părăsit Mytilene înainte de sfârșitul iernii 22 î.Hr./21 î.Hr. pentru a se căsători cu Iulia, la Roma.
Cât despre Augustus, acesta și-a continuat călătoria în Orient, lăsându-i lui Agrippa, a cărui căsătorie cu fiica lui Augustus îi da o suficientă legitimitate, grija de a face față tulburărilor din Roma.
Noul cuplu și-a construit pe malul drept al Tibrului, în apropiere de Trastevere, o villă unde au fost găsite numeroase picturi care mărturisesc interesul lui Agrippa și al soției sale pentru operele de artă. Un pod a fost construit pentru a lega vila de restul cetății: Podul lui Agrippa.
Agrippa, care avea aceeași vârstă cu împăratul și, prin urmare, vârsta de a-i fi tată Iuliei, este cu siguranță pentru Augustus un intermediar și un protector al copiilor care se vor naște din noul cuplu. Nașterea lui Caius și Lucius Iulius Caesar Vipsanianus, în 20 î.Hr. și 17 î.Hr., îl aduce pe împărat în culmea fericirii, care îi adoptă, aceștia devenind moștenitorii săi. Între cei doi băieți, Agrippa și Iulia au și o fată: Vipsania Iulia Agrippina, născută în 19 î.Hr. Ea îi are apoi pe Agrippina Maior și pe Agrippa Postumus. Toți vor avea un destin tragic.

#### Căsătoria cu Tiberius
La moartea lui Agrippa în 12î.Hr., tatăl său, Augustus, a aranjat o căsătorie a Iuliei cu acela pe care-l vedea ca succesorul său, Tiberius. Tiberius era sincer îndrăgostit de prima sa soție, Vipsania Agrippina, și nu s-a îndepărtat de ea decât cu multe regrete. Căsătoria cu Iulia a cunoscut mai întâi dragoste și armonie, apoi s-a degradat rapid după moartea fiului lor, născut la Aquileia. Atitudinea Iuliei, înconjurată de numeroși amanți, contrasta cu caracterul lui Tiberius, deosebit de rezervat.

### Exilul
În 2 î.Hr., Iulia a fost acuzată de adulter. Fără îndoială judecată de însuși Augustus în virtutea prerogativelor sale de pater familias, ea a fost condamnată la exil pe insula Pandateria, unde a suferit un regim cvasicarceral care depășea sancțiunile prevăzute de lex Iulia promulgată în 18 î.Hr.: mod de viață foarte frugal, cu interdicția de a bea vin (singura băutură sănătoasă în epocă), control riguros de către însuși tatăl său al vizitatorilor bărbați, despre care el cere să cunoască vârsta, talia și eventualele semne particulare. Se pare că Iulia nu a avut-o ca însoțitoare decât pe mama sa, Scribonia, care a fost autorizată să o însoțească. Dacă legea prevedea exilul într-o insulă pentru femeia adulteră, aceasta rămânea totuși destul de liberă, își păstra folosirea unei jumătăți din dota sa și a unei treimi din bunurile sale; în mod precis, ea nu putea să trăiască cu complicele său și nici să se recăsătorească.
De ce a fost Iulia atât de sever pedepsită? Desigur, autorii sunt de aceeași părere asupra imoralității și desfrâului tinerei femei: amanții pe care-i primea în grup, plimbările și orgiile nocturne, alegerea chiar a pieței publice și a tribunei pentru discursuri, de unde tatăl său își publicase legea despre adulter, pentru a se transforma, din adulteră în curtezană care se vinde pe bani, și se oferă unor amanți necunoscuți cărora ea le permitea orice.
O asemenea severitate îi incită pe istorici, și acest lucru încă din Antichitate, să presupună o conspirație contra Împăratului. Într-adevăr, printre amanții Iuliei, apare adesea numele lui Iullus Antonius, fiul lui Marc Antoniu și al Fulviei, logodit cu treizeci de ani mai devreme cu Iulia, grațiat, după Actium, de către Augustus care nu a ezitat să-i acorde onoruri. Or, aceste vechi proiecte politico-matrimoniale sunt de atât de puțină actualitate încât Augustus nu dorea să vadă înmulțindu-se descendența vechiului său dușman. Alți complici sunt de asemenea citați și poartă, cu toții, nume mari. Dar acești tineri aristocrați, dedându-se unor plăceri interzise pe tribune, au dat mai mult dovadă de spirit de frondă decât de opoziție politică. Condamnând-o, intenția Prințului era mai ales să evite să o vadă pe Iulia, a cărei neînțelegere cu soțul său era notorie, să contracteze noi legături matrimoniale care i-ar fi fragilizat dispozitivul succesoral pe care și-l pusese la punct.
Cinci ani mai târziu, Augustus o lasă, în sfârșit, să revină și-i impune condiții un pic mai puțin dure. Îi este fixată ca reședință  Rhegium (Reggio Calabria), însă nu mai este chemată la împărat niciodată.  La urcarea pe tron a lui Tiberius, acesta nu-și recheamă soția din surghiunul pe care tatăl său l-a hotărât, din cauza nerușinării ei, ci o încuie. Ea moare, după urcarea pe tron a lui Tiberius în 14.

## Iulia la judecata istoricilor
Majoritatea scriitorilor antice o amintesc pe Iulia pentru comportamentul său promiscuu în public. Astfel, Velleius o descrie ca fiind „murdărită de luxură” (ii.100), menționându-i printre amanții ei, pe Iullus Antonius, Quintus Crispinus, Appius Claudius, Sempronius Gracchus și pe fratele său vitreg Publius Cornelius Scipius. Lucius Annaeus Seneca vorbește despre „acceptarea mai multor adulteri”; Gaius Plinius Secundus o numește „exemplum licentiae”.